# 第二次世界大战中的冰岛
二战初期，冰岛是一个与丹麦维持共主邦联关系的王国，丹麦国王克里斯蒂安十世也是冰岛的国王。冰岛在整个二战中保持中立。尽管如此，英国還是于1940年5月10日進攻冰岛。1941年7月7日，冰岛的防务工作由英国移交给美国，美国直到移交五个月后仍维持中立。1944年6月17日，冰岛解除了与丹麦和丹麦的共主邦联，并宣布成立共和国。

## 背景
英国政府对德国在20世纪30年代期间对冰岛越来越感兴趣而感到担忧。德国和冰岛良好关系始于双方足球队的交往。二战爆发后，丹麦和冰岛宣布中立，并限制交战国的军舰和战机进入该岛。

### 宣布中立
丹麦沦陷后，冰岛切断了与丹麦的关系。最初，冰岛宣布中立，并限制交战国军舰的访问，禁止交战国的飞机在冰岛境内飞行。
1940年4月9日丹麦被德国入侵后，冰岛在纽约市设使馆。冰岛与挪威不同，没有在其领海内严格执行限制措施—-防止交战国潜艇进入领海，甚至削减了冰岛海岸警卫队的经费。许多在冰岛周围中立水域的寻求庇护的轴心国商船被盟军军舰击沉。首都警察部队司令阿格纳·科弗德-汉森于1940年初开始训练冰岛国防部队。

## 英国进攻冰岛
英国对冰岛的货物实行严格的出口管制，防止向德国运送货物，作为其对德封锁的一部分。
英国向冰岛伸出援手，寻求“加入同盟国并对德宣战”的合作，但遭冰岛政府拒绝，并重申了其中立性。德国在冰岛的外交影响力，以及该岛的战略重要性，使英国感到担扰。在几次试图通过外交手段说服冰岛政府加入同盟国无果后，英国人于1940年5月10日进攻冰岛。
最初由罗伯特·斯特吉斯上校指挥的746名英国皇家海军陆战队员在5月17日被两个正规军旅接替。6月，“Z”部队的第一批人员从加拿大抵达，以接替当地的英军，而当地英驻军随即返回英国本土参与本土防御。三个加拿大营—加拿大皇家军团、卡梅伦高地部队和蒙特罗尔燧发枪部队驻扎在岛上，直至1941年春为防御英国本土而被抽调，并由英国驻军接替。
1941年7月7日，罗斯福总统在美国国会上宣布，美国军队已在冰岛登陆，作为防止德国军队控制该国重要的航运和空中通道的手段。冰岛位于北大西洋海路沿线的战略位置，非常适合建立空军和海军基地，由此可见该岛重要性。
由美国大约4,100名士兵组成的海军陆战队第一旅驻扎在冰岛，直到1942年初，他们被美国陆军取代，前者调往参与太平洋战争。
冰岛先后与英国和美国合作，虽说其在整个二战期间保持中立。一些历史学家提出了“庇护理论”，指出冰岛和其他小国，除了普通的结成同盟外，还与大国建立关系“寻求庇护”，以弥补地理面积小所固有的脆弱性—如易受入侵的脆弱性。

## 冰岛占领期间
英派遣驻军驻于雷克雅未克，驻军的到来造成当地秩序的极大混乱。当地人认为妇女和年轻女孩与英国驻军士兵发生性关系。报告还显示卖淫现象有所增加。这种情况也让士兵和冰岛男人之间引发敌意。
冰岛年轻妇女和盟军士兵之间的大规模交流/互动在冰岛语中被称为Ástandið。许多冰岛妇女与盟军士兵结婚，并随后生下了孩子，其中许多孩子的父名是Hansson（hans在冰岛语中译为 "他的"），这是因为其生亲不详或已离开该国而使用。一些因Ástandið而出生的孩子拥有英国的姓氏。
战争期间，水雷成为冰岛人以及盟军的问题。第一批冰岛爆炸物处理（EOD）人员在1942年接受了英国皇家海军的培训，以帮助处理这个问题。英国军队还向冰岛海岸警卫队提供武器和弹药，如对付轴心国U型潜艇的深水炸弹。在战争期间，漂流的水雷和德国U型潜艇损坏并击沉了一些冰岛船只。冰岛对海上贸易的依赖，导致了巨大的损失。
1944年，英国海军情报局在雷克雅未克以西的海岸上建立了由五个马可尼无线电测向站组成的集群。这些测向站是分布在北大西洋周围的类似群的一部分，以定位来自U型潜艇的无线电。
1944年6月17日，冰岛解除了与丹麦的共主邦联，并宣布成立共和国。

## 伤亡
大约有230名冰岛人在第二次世界大战中丧生。大多数是被德国飞机、U型潜艇和水雷击沉的货船和渔船上丧生。

## 影响
英国和美国军队在冰岛的占领对这个国家产生了长久的影响。由盟军发起的工程项目--特别是雷克雅未克机场的建设--给许多冰岛人带来了就业机会。即所谓的Bretavinna。此外，冰岛人还通过向英国出口鱼类获得收入来源。

## 德国入侵冰岛的计划
见伊卡洛斯行动。